# Tibetaanse gau
Een Tibetaanse gau is een meestal metalen, kleine altaarschrijn, draagbare relikwiehouder of een houder voor relikwieën of amuletten voor aan een halsketting of in het haar.

## Inhoud
Een gau kan bestaan uit een klein beeldje van een Tibetaanse godheid of een Boeddha of vergelijkbare uitbeeldingen, zoals miniatuurschilderingen die tsakli heten. De kleine beeldjes kunnen zijn gemaakt uit metaal, hout of steen; een kleien beeldje die gemaakt zijn met behulp van mallen wordt tsatsa genoemd. Deze laatste kan door hoge vajrayana-lama's gewijd zijn of de klei kan vermengd zijn met de as van een overleden lama.
In een gau kunnen relikwieën zoals botdelen, haren, fragmenten van kleding van overleden leraren, religieuze tekstdelen of geneeskrachtige kruiden worden opgeborgen. Ook metalen amuletten die thokcha's worden genoemd kunnen in een gau worden gedaan.

## Vormen
Een gau bestaat normaal gesproken uit twee delen en is naar de aard van het kistje samengesteld.
De voorkant is meestal uit met bladkoper, -zilver of -goud bewerkt en kan verder versierd worden met sieraadstenen als koralen en turkooizen of met parelen. Het draagt meestal een voorstelling van een boeddha, godheid of boeddhistisch gelukssymbool en vertoont bij de grotere exemplaren in het midden een raampje.
De achterkant is meestal uit koper gemaakt en kan inscripties vertonen van religieuze symbolen. Grotere exemplaren zijn rechthoekig en het bovenste deel steekt meestal boogvorming omhoog, terwijl de kleinere exemplaren vierkant, meerhoekig of rond zijn en aan een halsketting of met een gespje in het haar worden gedragen.

## Gebruik
De grotere, niet draagbare gau wordt gebruikt voor op het huisaltaar. Ook nomaden bezitten meestal de draagbare gau, maar ze zijn ook op het tentaltaar te vinden.
De draagbare exemplaren worden met een stoffen of leren gordel over de schouder gedragen, zodat ze aan de zijkant of achter het lichaam hangen. Deze wijze van het dragen van de gaus is vooral veel in gebruik tijdens bedevaarten.
De kleinere exemplaren kunnen voortdurend aan de hals of in het haar worden gedragen. Ze zijn uit waardevolle materialen vervaardigd en worden met feestdagen gedragen.

## Verspreidingsgebied
Buiten Tibet is de gau ook in aangrenzende gebieden in gebruik, zoals Ladakh, Noord-Nepal en Lahul and Spiti. In Ladakh wordt de kleinere gau op een dameskap, perak genaamd, genaaid, samen met turkooizen en andere sieraden.

## Galerij

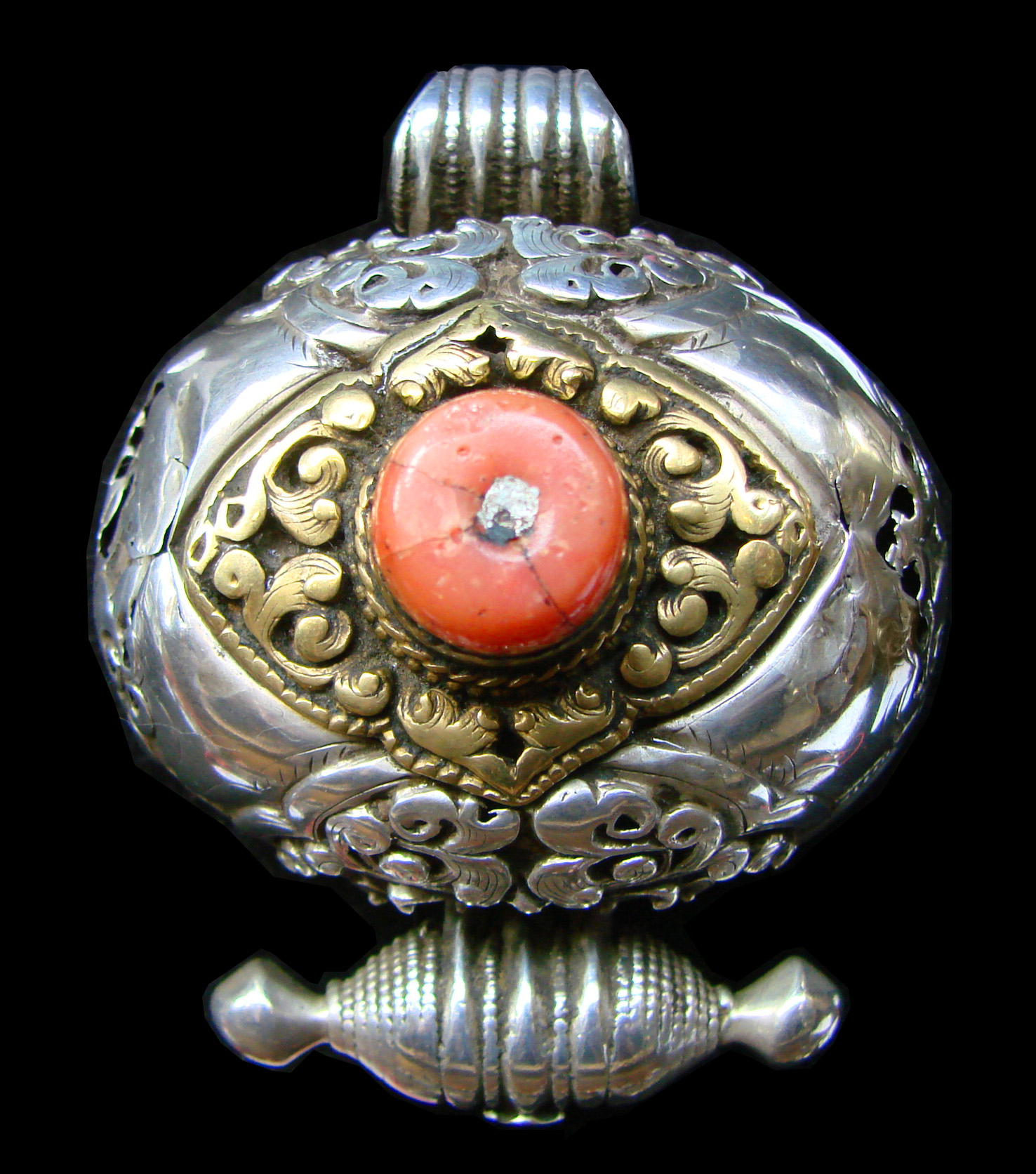
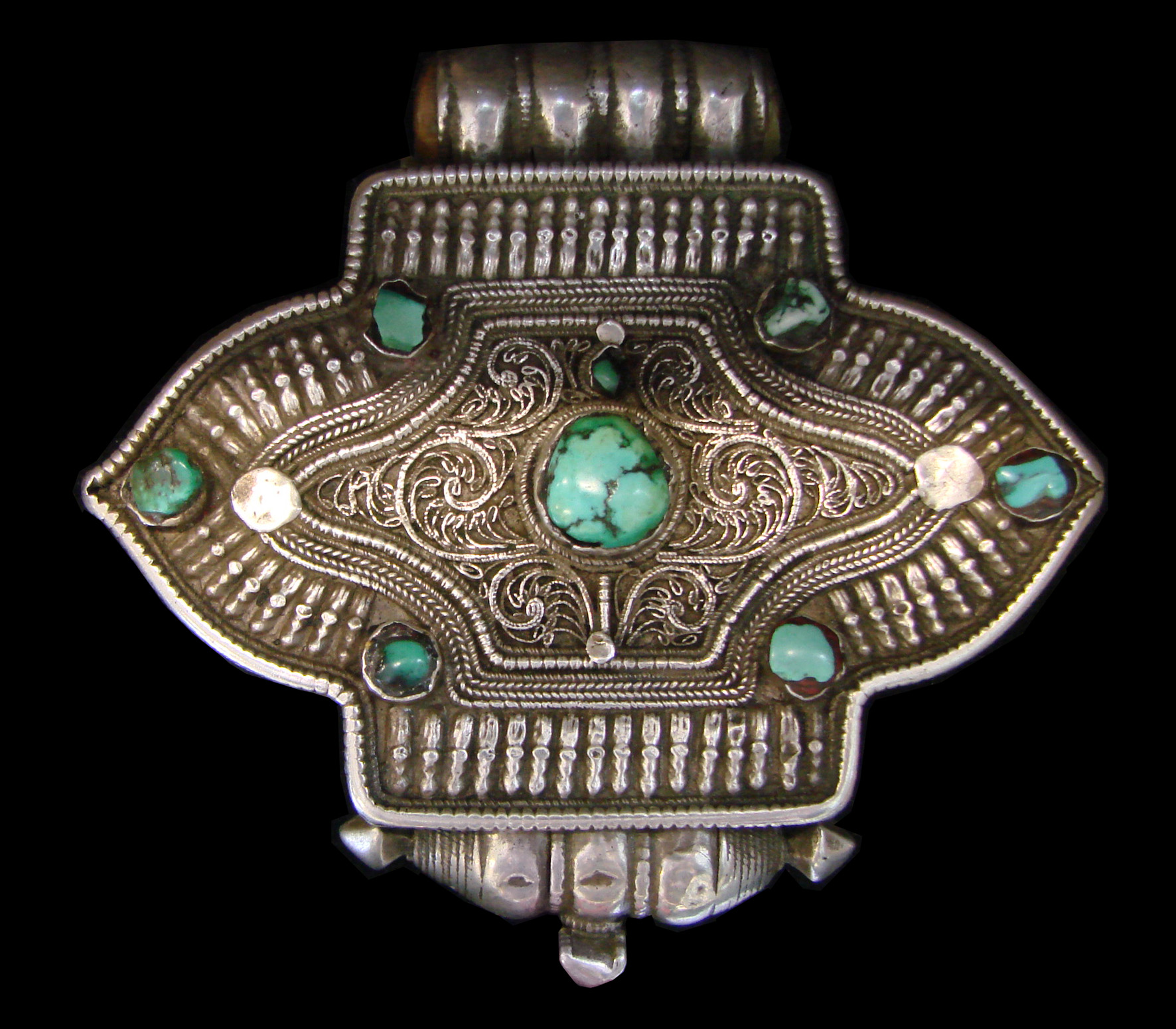
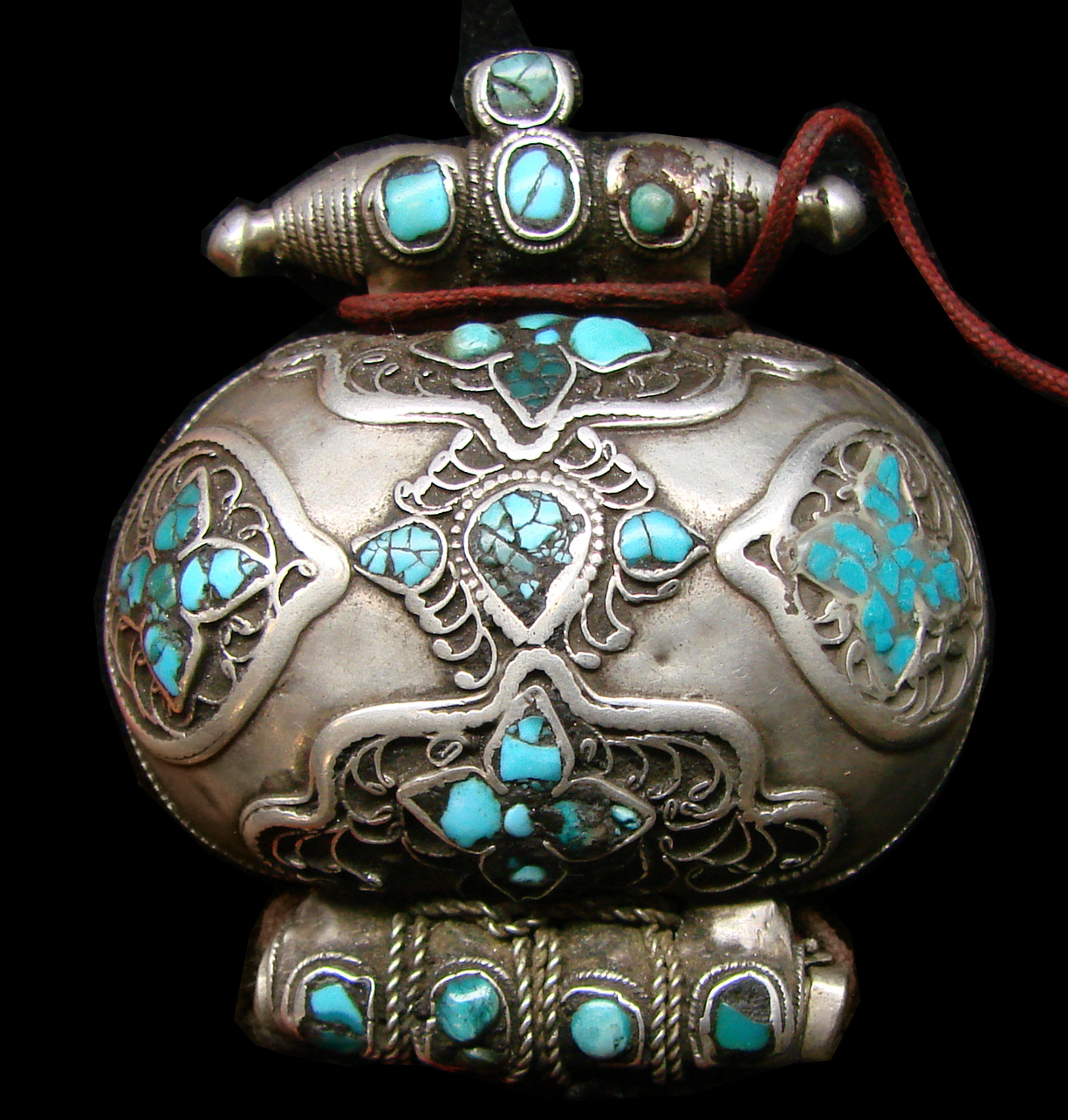
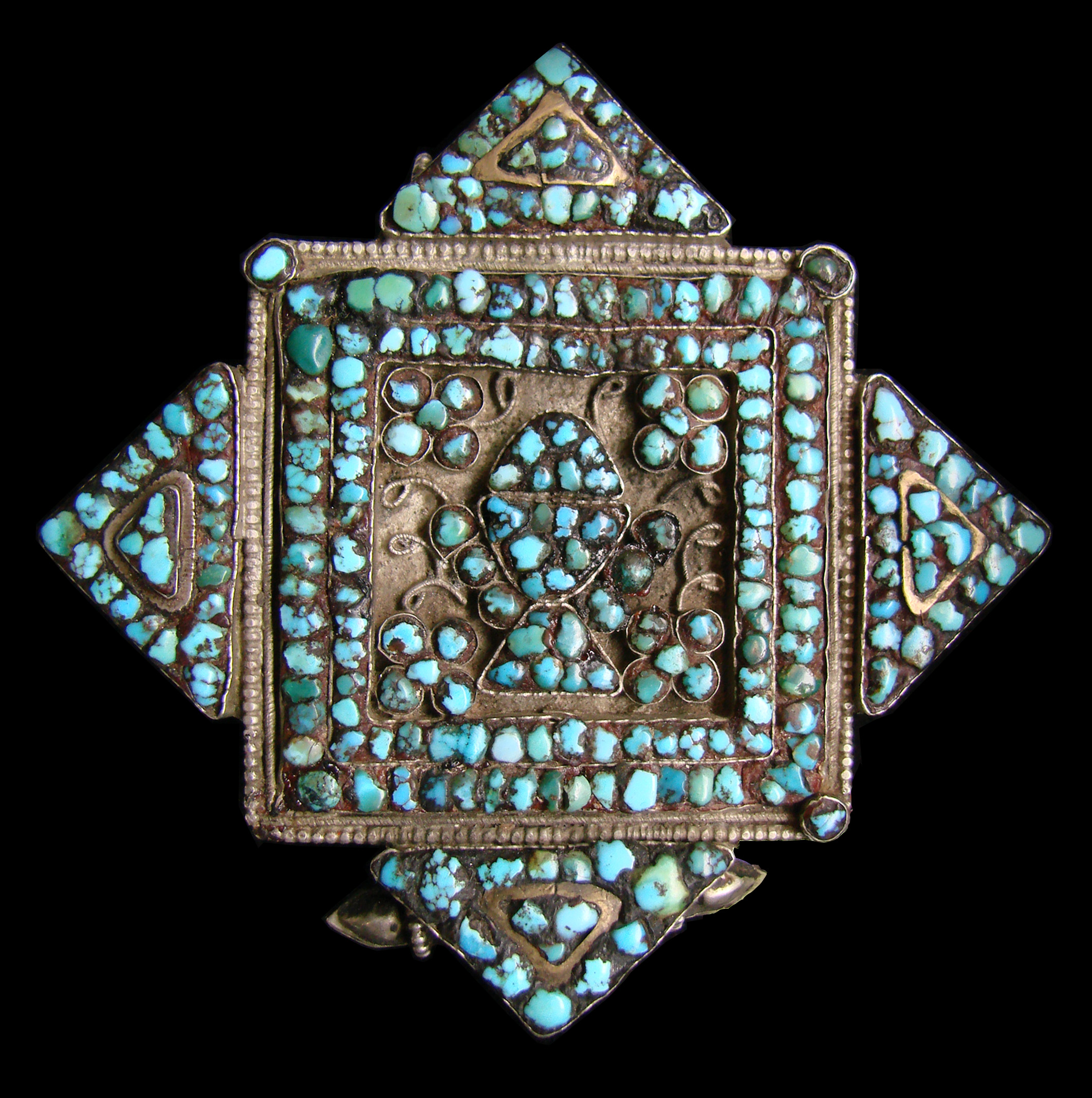
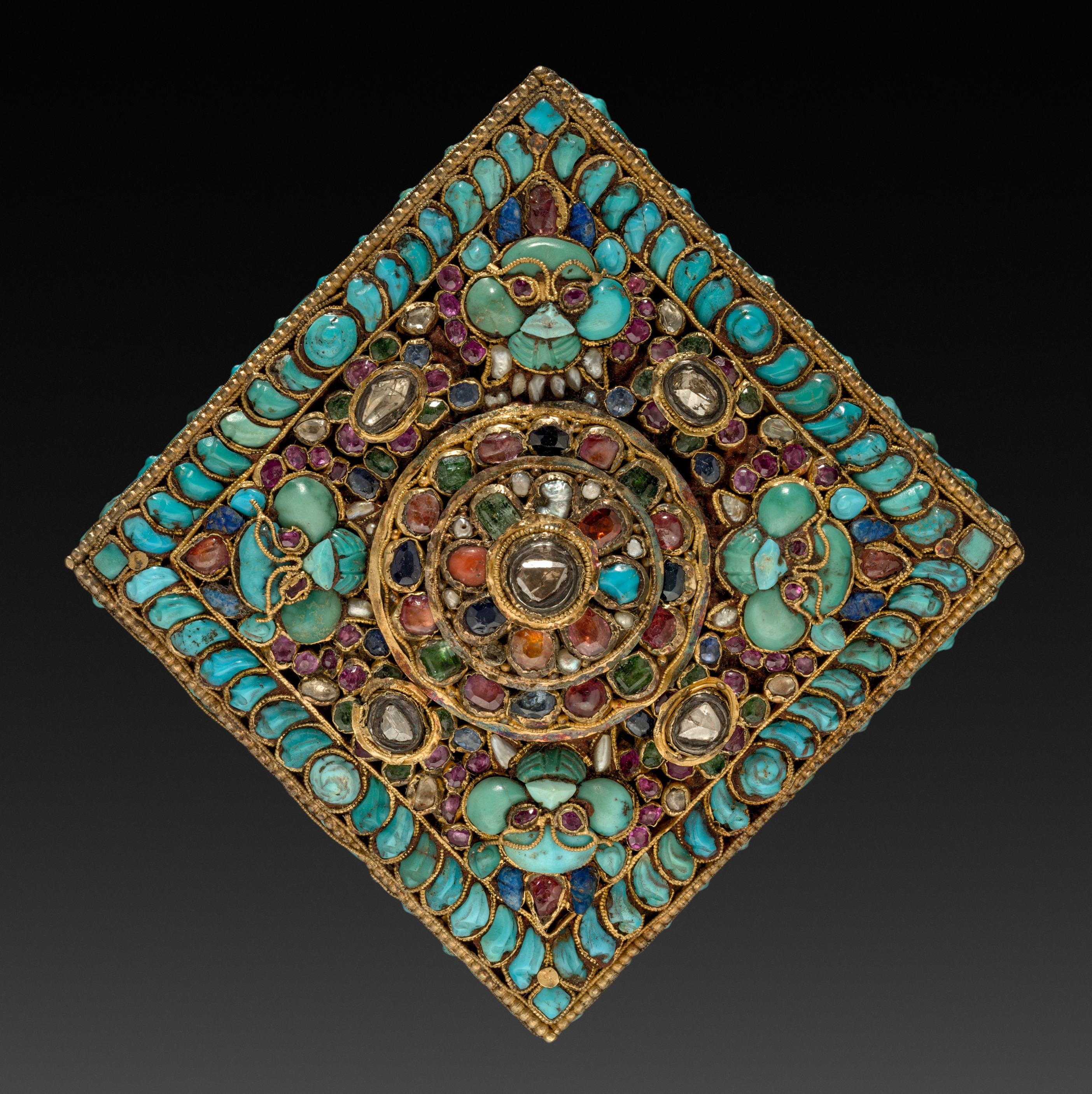